# Johannes Bogerman

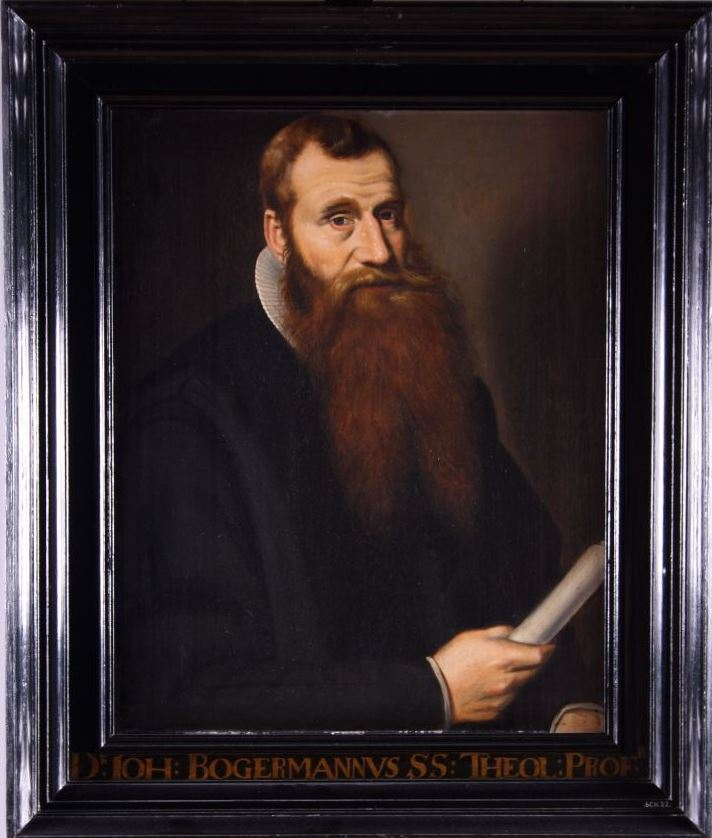
Johann Bogermann

Johannes Bogerman (* 1576 in Upleward in Ostfriesland; † 11. September 1637 in Franeker) war ein reformierter Theologe des 17. Jahrhunderts.

## Leben
Der Sohn eines Predigers studierte ab 1591 in Franeker, Heidelberg, Genf, Zürich, Lausanne, Oxford und Cambridge, und wurde 1599 Prediger in Sneek, 1603 in Enkhuizen und 1604 in Leeuwarden.
Als eifriger Anhänger der calvinischen Prädestinationslehre beteiligte er sich lebhaft an den arminianischen Streitigkeiten durch Schriften gegen Hugo Grotius und die Remonstranten. Er wurde von der Dordrechter Synode 1618–19 zum Präses gewählt und wirkte ab 1636 als Doktor und Professor der Theologie an der Universität Franeker. Er war Mitarbeiter an der »Statenbijbel«, der niederländischen Bibelübersetzung von 1637.
Obwohl selbst nicht über jeden Verdacht der Heterodoxie erhaben, war er doch von solchem Eifer für die Rechtgläubigkeit und solchem Ketzerhass erfüllt, dass er Théodore de Bèzes Schrift über das Recht, die Ketzer am Leben zu strafen, in einer niederländischen Übersetzung herausgab. Seiner Geschäftsleitung in Dordrecht wurde nicht ohne Grund der Vorwurf der Parteilichkeit und Gewalttätigkeit gemacht, ja sogar schmutziger Geiz und Habsucht wurde ihm von den Gegnern vorgeworfen. An Gelehrsamkeit war er den Remonstranten nicht gewachsen.